# Estônia nos Jogos Olímpicos de Verão da Juventude de 2010
A Estónia (português europeu) ou Estônia (português brasileiro) participou dos Jogos Olímpicos de Verão da Juventude de 2010 em Cingapura. A delegação da pequena nação báltica foi composta por oito atletas que competiram em cinco esportes.

## Atletismo
| Evento                        | Atleta       | Qualificação | Qualificação | Final     | Final        |
| Evento                        | Atleta       | Resultado    | Posição      | Resultado | Posição      |
| ----------------------------- | ------------ | ------------ | ------------ | --------- | ------------ |
| Lançamento de dardo masculino | Joosep Piho  | 66,70        | 12º          | 57,31     | 7º (Final B) |
| Salto em distância feminino   | Kaia Soosaar | 6,04         | 2º           | 6,15      | 4º (Final A) |

## Judô
| Evento             | Atleta      | 1ª rodada    | 2ª rodada                  | 2ª rodada repescagem | 3ª rodada repescagem         | Semifinais repescagem         | Final repescagem A | Disputa pelo bronze A | Pos. final |
| ------------------ | ----------- | ------------ | -------------------------- | -------------------- | ---------------------------- | ----------------------------- | ------------------ | --------------------- | ---------- |
| Até 63 kg feminino | Natalia Rak | Sem oponente | JPN Miku Tashiro D 000-100 | Sem oponente         | CRC Andrea Guillén V 002-001 | TUR Dilara Incedayi D 000-100 | Não avançou        | Não avançou           | --         |

| Evento         | Atleta                                            | 1ª rodada              | 2ª rodada   | Semifinais  | Final       | Pos. final |
| -------------- | ------------------------------------------------- | ---------------------- | ----------- | ----------- | ----------- | ---------- |
| Equipes mistas | Natalia Rak (como integrante da equipe Barcelona) | ZZX Equipe Osaka D 3-5 | Não avançou | Não avançou | Não avançou | 10º        |

## Natação
| Evento                | Atleta           | Qualificação | Qualificação | Semifinais  | Semifinais   | Final       | Final       |
| Evento                | Atleta           | Resultado    | Posição      | Resultado   | Posição      | Resultado   | Posição     |
| --------------------- | ---------------- | ------------ | ------------ | ----------- | ------------ | ----------- | ----------- |
| 50 m livre feminino   | Katriin Kersa    | 27.20        | 20º (7º q8)  | Não avançou | Não avançou  | Não avançou | Não avançou |
| 100 m livre feminino  | Katriin Kersa    | 1:01.13      | 41º (2º q2)  | Não avançou | Não avançou  | Não avançou | Não avançou |
| 50 m livre masculino  | Pjotr Degtjarjov | 23.53        | 8º (2º q7)   | 23.37       | 9º (5º sf2)  | Não avançou | Não avançou |
| 100 m livre masculino | Pjotr Degtjarjov | 51.85        | 15º (3º q6)  | 52.67       | 16º (8º sf1) | Não avançou | Não avançou |
| 50 m peito masculino  | Timo Vaimann     | 30.37        | 11º (4º q2)  | 30.75       | 11º (6º sf2) | Não avançou | Não avançou |
| 100 m peito masculino | Timo Vaimann     | 1:06.73      | 22º (7º q3)  | Não avançou | Não avançou  | Não avançou | Não avançou |

## Remo
| Prova                  | Atleta     | Elim.   | Elim.       | Repescagem | Repescagem  | Semifinais | Semifinais   | Final   | Final        |
| Prova                  | Atleta     | Tempo   | Pos.        | Tempo      | Pos.        | Tempo      | Pos.         | Tempo   | Pos.         |
| ---------------------- | ---------- | ------- | ----------- | ---------- | ----------- | ---------- | ------------ | ------- | ------------ |
| Skiff simples feminino | Eglit Võsu | 4:01.25 | 5º (bat. 2) | 4:04.16    | 4º (rep. 4) | 4:13.50    | 2º (sf C/D1) | 4:11.47 | 3º (Final C) |

## Vela
| Evento               | Atleta     | Regata | Regata | Regata | Regata | Regata | Regata | Regata | Regata | Regata | Regata | Regata | Total | Posição |
| Evento               | Atleta     | 1      | 2      | 3      | 4      | 5      | 6      | 7      | 8      | 9      | 10     | M      | Total | Posição |
| -------------------- | ---------- | ------ | ------ | ------ | ------ | ------ | ------ | ------ | ------ | ------ | ------ | ------ | ----- | ------- |
| Techno 293 masculino | Nikita Rom | 14     | 17     | 18     | 17     | 17     | 18     | 15     | 17     | 13     | 11     | 13     | 152   | 15º     |

Notas:
- M - Regata da Medalha
- OCS – On the Course Side of the starting line
- DSQ – Disqualified (Desclassificado)
- DNF – Did Not Finish (Não completou)
- DNS – Did Not Start (Não largou)
- BFD – Black Flag Disqualification (Desclassificado por bandeira preta)
- RAF – Retired after Finishing (Retirou-se após completar a prova)